# Barasat Stadium
Das Barasat Stadium, auch bekannt als Vidyasagar Krirangan, ist ein Fußballstadion in Barasat, einem Vorort von Kalkutta, Westbengalen, Indien. Es wird meist für Spiele der Calcutta Football League und der I-League verwendet. Das Stadion bietet 22.000 Zuschauern Platz, hat vier Flutlichttürme und verschiedene Umkleiden. Der Kunstrasen hat zwei Sterne in der FIFA-Wertung bekommen.
Es ist aktuell das Heimstadion von Mohun Bagan AC, Kingfisher East Bengal und Mohammedan Sporting Club.